# 青森県道23号本八戸停車場線
青森県道23号本八戸停車場線（あおもりけんどう23ごう ほんはちのへていしゃじょうせん）は、青森県八戸市を通る県道（主要地方道）である。

## 概要
本八坂（ほんぱちざか）と呼ばれ、長横町通りや寺横町通りと合わせて八戸市中心市街地の南北の通りを形成する通りである。
本八戸駅から路線が南方向へ始まり、三日町交差点・国道340号・青森県道251号妙売市線交点に至る。
終点では同市街地の東西の通りを形成する表通りである国道340号と接続するが、同通りは東行きの一方通行となっている。なお、西行きについては1本南側に位置する裏通りである八戸市道上組町湊線が至近である。
本八戸駅前における当県道の起点と沼館方面からの道路との接続がクランク状になっていた関係で渋滞が度々発生していたため、八戸市都市計画道路3・5・1号沼館三日町線の整備の一環として龗神社付近の交差点から当県道を付け替え、接続部を直線化する工事が行われており、2022年12月25日午後1時に開通予定。

### 路線データ
- 起点 : 本八戸停車場[4]
- 終点 : 国道340号交点（八戸市）[4]

## 歴史
- 1954年（昭和29年）1月20日 - 建設省（現・国土交通省）が主要地方道八戸停車場線を指定。
- 1961年（昭和36年）2月10日 - 青森県が主要県道八戸停車場線として県道に認定[4]。
- 1971年（昭和46年）
  - 2月1日 - 八戸駅（初代）が本八戸駅へ改称。
  - 6月26日 - 建設省が主要県道八戸停車場線を主要地方道本八戸停車場線に指定。
- 1972年（昭和47年）3月28日 - 本八戸停車場線へ改称。
- 1993年（平成5年）5月11日 - 建設省により主要県道本八戸停車場線が主要地方道本八戸停車場線に再指定される[5]。
- 1994年（平成6年）3月25日 - 整理番号を23に変更。

## 地理

### 交差する道路
- 国道340号・青森県道251号妙売市線（終点）

### 沿線にある施設など
- JR八戸線本八戸駅
- 三八城公園（八戸城跡であり、当線は軟弱地盤である掘割を利用している[6]）
- 八戸市公会堂
- 八戸市庁
- 八戸商工会議所
- 青森みちのく銀行八戸支店
- 八戸グランドホテル
- さくら野百貨店八戸店